# The Girl from Missouri
The Girl from Missouri é um filme estadunidense de 1934 estrelado por Jean Harlow e Franchot Tone. O filme foi escrito por Anita Loos e dirigido por Jack Conway.

## Elenco
- Jean Harlow ... Edith 'Eadie' Chapman
- Lionel Barrymore ... Thomas Randall 'T.R.' Paige
- Franchot Tone ... T.R. 'Tom' Paige Jr.
- Lewis Stone ... Frank Cousins
- Patsy Kelly ... Kitty Lennihan
- Alan Mowbray ... Lord Douglas
- Clara Blandick ... Miss Newberry
- Hale Hamilton ... Charlie Turner